# هوانغ تسى تاو
هوانغ تسي تاو (بالصينية: 黃子韜) المعروف ب(تاو) مواليد 2 مايو 1993

 في تشينغداو، شاندونغ، هو مغنى، كاتب أغانى، مغنى راب، ممثل، وعارض صيني. منتج اغاني لدي شركته الخاصة تدعي L.Tao Entertainment كان عضوا سابقا في الفرقة الكورية الجنوبية والصينية إكسو لكنه انفصل عنها في أغسطس 2015. بعد مغادرته الفرقة أصدر ألبومه المصغر الأول تاو في 2015.

## قبل الشهرة
ولد هوانغ زيتاو في مدينة تشينغداو، شاندونغ، الصين في 2 مايو 1993. تلقى تدريب الووشو وأصبح طالبًا رياضياً. في أواخر عام 2010 تم اكتشافه من قبل ممثل من SM Entertainment في عرض للمواهب.

## روابط خارجية
- هوانغ تسى تاو على موقع IMDb (الإنجليزية)
- هوانغ تسى تاو على موقع ميوزك برينز (الإنجليزية)
- هوانغ تسى تاو على موقع ديسكوغز (الإنجليزية)
- هوانغ تسى تاو على موقع قاعدة بيانات الفيلم (الإنجليزية)